# Kandidat nauk
Kandidat nauk (russisk: кандидат наук, tr. kandidat nauk) er en akademisk titel i Sovjetunionen, der stadig eksisterer i nogle SNG-lande og Østeuropa, blandt andet Rusland, Hviderusland, Ukraine, Tjekkoslovakiet og Kasakhstan. Kandidat nauk  modsvarer en dansk Ph.D.-grad.
Graden blev indført i Sovjetunionen den 13. januar 1934 af Folkekommissærernes råd i USSR. Ifølge UNESCOs International Standard Classification of Education (ISCED) og det russiske undervisningsministerie, svarer kandidat nauk til en Ph.D.

## Specialer
I Rusland kan man aflægge afhandling i f. ex. jura, der hedder "kandidat nauk i jura". Det er muligt at forsvare doktorafhandling på følgende akademiske felter:
- Arkitektur
- Biologiskvidenskab
- Veterinærvidenskab
- Militærvidenskab
- Geografiskvidenskab
- Geologisk- og mineralogiskvidenskab
- Kunsthistorie
- Historisk videnskab
- Kulturstudier
- Medicinsk videnskab
- Pædagogisk videnskab
- Statskundskab
- Psykologi
- Jordbrugsvidenskab
- Samfundsvidenskab
- Teknisk videnskab
- Farmaceutisk videnskab
- Fysisk og Matematisk videnskab
- Filologi
- Filosofi
- Kemi
- Økonomisk videnskab
- Retsvidenskab

## Reference
1. ↑  UNESCO General Conference, 36th session, Paris 2011, REVISION OF THE INTERNATIONAL STANDARD CLASSIFICATION OF EDUCATION, p. 262 in the Russian version of the document
2. ↑  Ministry of Education and Science of Russia: GUIDELINES FOR THE RECOGNITION OF RUSSIAN QUALIFICATIONS IN THE OTHER EUROPEAN COUNTRIES Arkiveret 20. december 2019 hos  Wayback Machine, hentet 23. marts 2017 (engelsk)